# Jack Kyle

a Compétitions nationales et continentales officielles uniquement.

b Matchs officiels uniquement.
John Wilson Kyle, plus connu comme Jack Kyle ou Jackie Kyle, né le 10 janvier 1926 à Belfast (Irlande du Nord) et mort le 27 novembre 2014 à Bryansford (Irlande du Nord), est un joueur de rugby à XV, qui a joué avec l'équipe d'Irlande de 1947 à 1958, évoluant au poste de demi d'ouverture. 
Il a glané 46 sélections nationales avec l'équipe d'Irlande. À l'époque les équipes européennes jouaient 4,3 matchs par an. Jack Kyle détint donc le record mondial de capes qui vaudrait aujourd'hui 100, ou 120 capes. Il remporte le Grand Chelem en 1948 à la tête d'une brillante équipe qui gagne deux autres fois en 1949 et 1951 le Tournoi.

## Carrière
Il a eu sa première cape internationale, le 25 janvier 1947 avec l'équipe d'Irlande, à l’occasion d’un match du Tournoi contre l'équipe de France. Son dernier match eut lieu le 1er mars 1958 contre les Écossais. Il participe au Tournoi des Cinq Nations de 1947 à 1958 sans rater une édition. Il a joué avec les Lions britanniques en 1950 (Nouvelle-Zélande et Australie). 

## Statistiques

### Avec l'équipe d'Irlande
- 46 sélections
- 24 points (7 essais, 1 drop)
- Sélections par année : 5 en 1947, 4 en 1948, 4 en 1949, 4 en 1950, 5 en 1951, 4 en 1952, 4 en 1953, 2 en 1954, 3 en 1955, 4 en 1956, 4 en 1957, 3 en 1958
- Tournois des Cinq Nations disputés : 1947, 1948, 1949, 1950, 1951, 1952, 1953, 1954, 1955, 1956, 1957, 1958.

### Avec les Lions britanniques
- 6 sélections avec les Lions britanniques
- 6 points (2 essai)
- Sélections par année : 6 en 1950 (Nouvelle-Zélande, 4 et Australie, 2)